# پاءول جونز (۱۸۴۳ کشتی)
پاءول جونز (۱۸۴۳ کشتی) (به انگلیسی: Paul Jones (1843 ship)) یک کشتی است که طول آن 144 ft. 6 in. می‌باشد. این کشتی در سال ۱۸۴۳ ساخته شد.